# Koengen
Das Koengen ist ein Freiluftkonzertgelände in norwegischen Stadt Bergen.
Das Areal besitzt eine Zuschauerkapazität von mehr als 28.500 Plätzen und befindet sich neben der Festung Bergenhus.
Auf dem Gelände traten schon international erfolgreiche Künstler wie Eric Clapton, Muse, Anastacia, David Bowie, Iron Maiden, Kanye West, Rihanna, The Eagles, Coldplay, Bruce Springsteen, Tinie Tempah, Santigold, Avenged Sevenfold, Bob Dylan, Suzanne Vega, Hatebreed, Rolling Stones, Rammstein, Alice in Chains, Metallica, Foo Fighters, Kiss, R.E.M., Neil Young, Sting und Bon Jovi auf.